# Акты Московского государства 1543 года
Правление: 1533—1584 — Иван IV Васильевич Грозный  (опекунский совет)

## Акты Московского государства 1543 года
- 1 мая — жалованная грамота великого князя Ивана Васильевича на судного пристава для Бежецкой отчины Троице-Сергиева монастыря и о том, чтобы ездоки в оной не ставились и кормов с подводами не брали.
- 18 июля — жалованная грамота царя Шигалея Шигавлияровича Троице-Сергиеву монастырю о беспрепятственном въезде монастырских приказчиков в каширские леса и об освобождении от пошлин монастырского судна.
- 4 октября — жалованная грамота великого князя Ивана Васильевича Троице-Сергиеву монастырю об освобождении от пошлин стародубских и киржачских соляных варниц и о неподсудности живущих при оных людей наместникам и волостителям.
- 18 октября — Указная грамота великого князя Ивана Васильевича губным старостам волостей: Выгоозеро, Сума и Нюхча Обонежской пятины с запрещением вступаться в судные дела выгоозёрского волостителя Зезевитова Фёдора Тимофеевича.
- Около 1543 — жалованная кормлёная грамота великого князя Ивана Васильевича Зезевитову Фёдору Тимофеевичу на волости Выгоозеро Обонежской пятины с пятном и мытом под Адодуровым Ширяем с продлением.